# Хадмерслебен
Хадмерслебен (нем. Hadmersleben) — город в Германии, в земле Саксония-Анхальт, входит в район Бёрде в составе городского округа Ошерслебен.
Население составляет 1749 человек (на 31 декабря 2009 года). Занимает площадь 23,39 км².

## История
В 961 году епископом Бернхардом на месте поселения был основан монастырь Святых Петра и Павла. Позднее, в 1144 году в записях Альбрехта Медведя описывается как поселение Хадмерслебен.
1 сентября 2010 года, после проведённых реформ, Хадмерслебен вошёл в состав городского округа Ошерслебен.

## Галерея

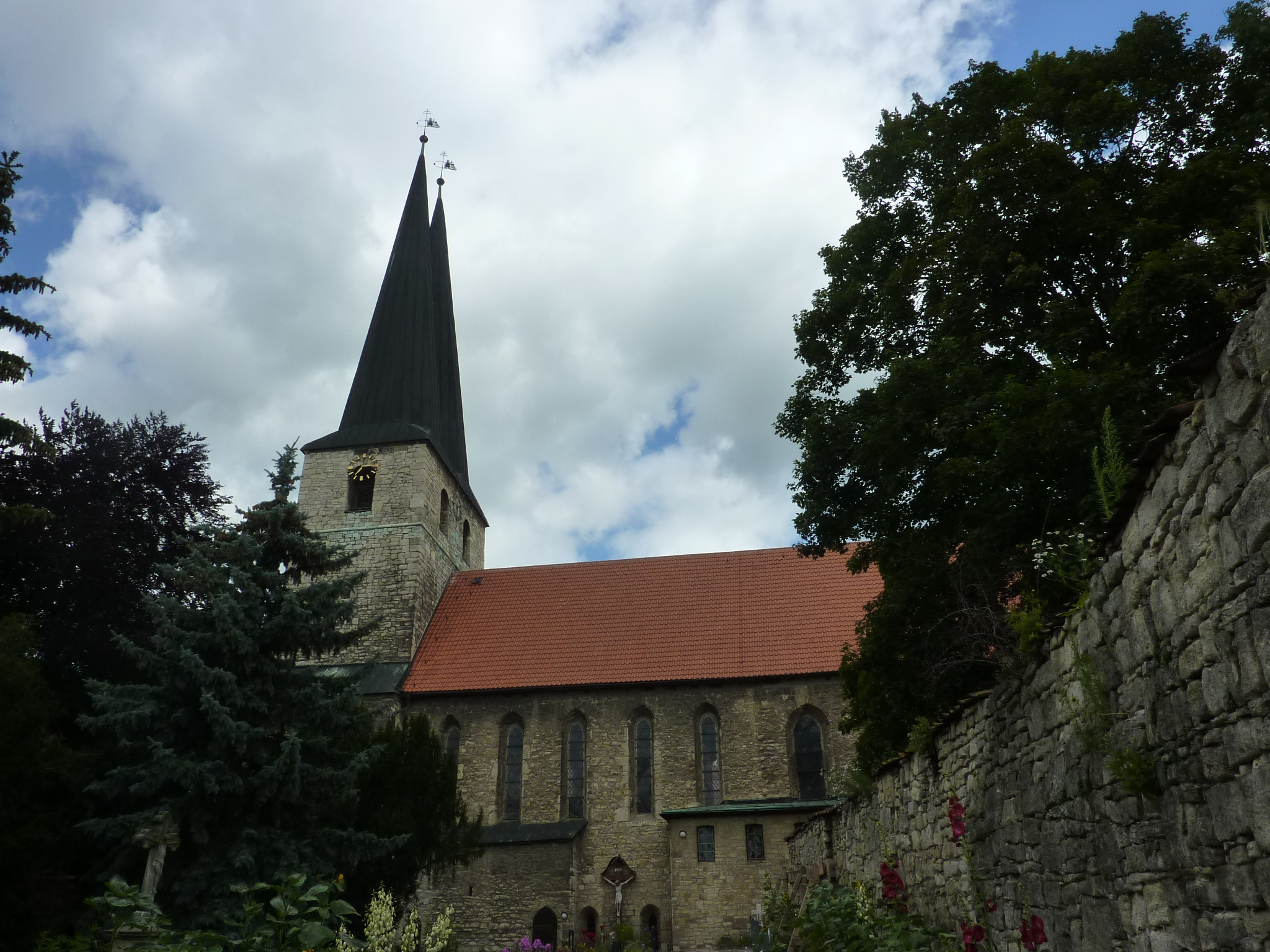
Церковь Святых Петра и Павла
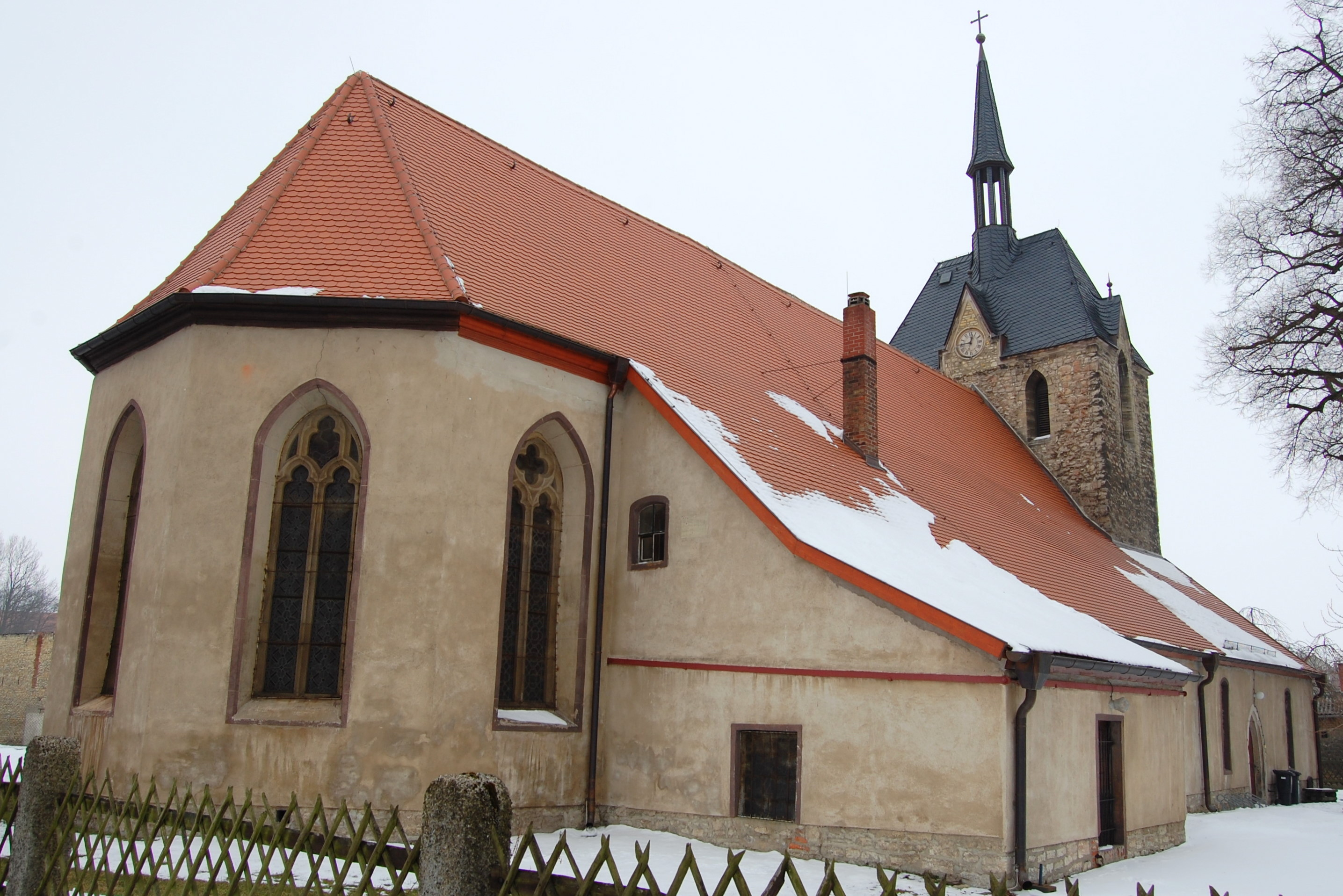
Церковь Богоматери
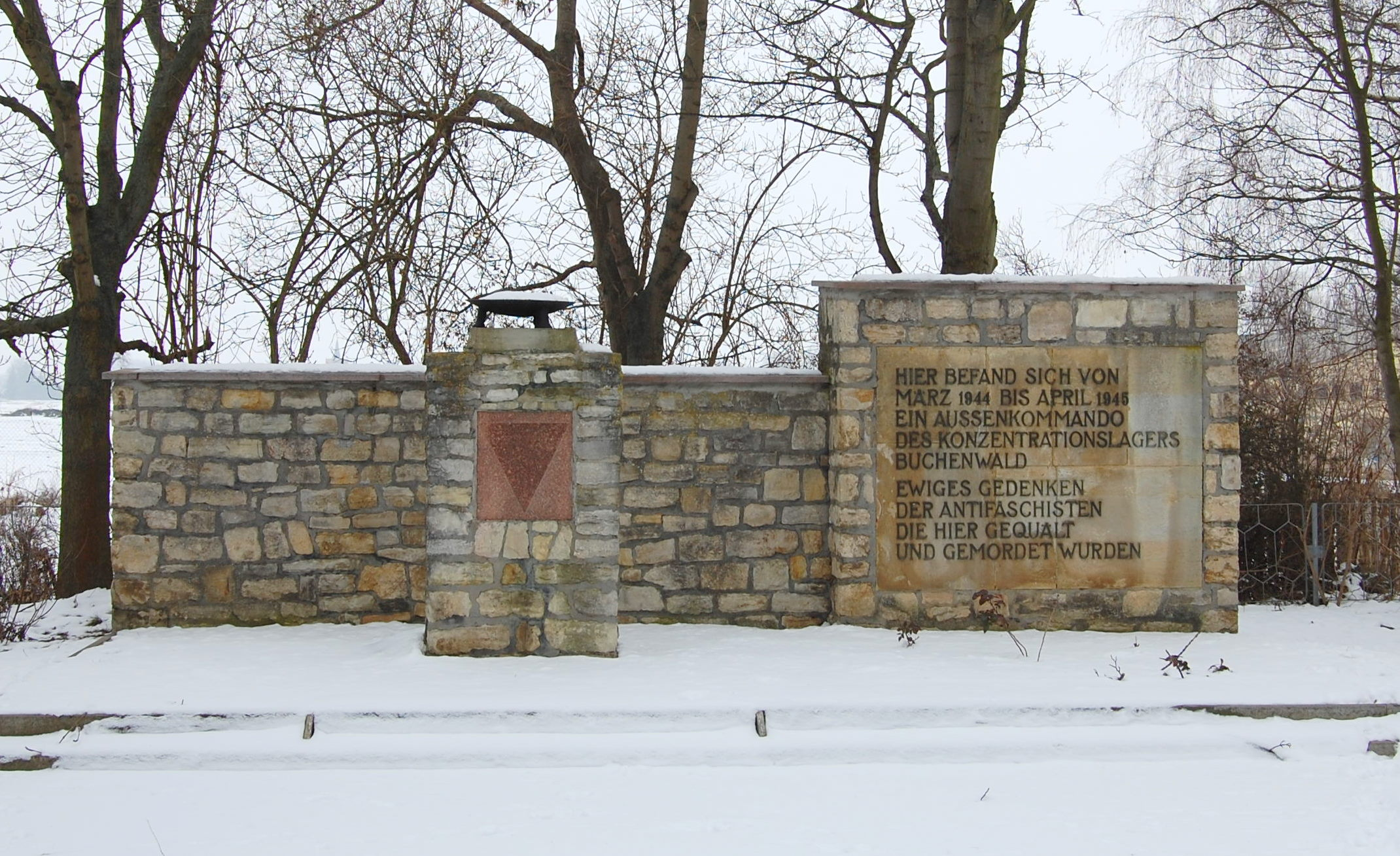
Мемориал в Хадмерслебене
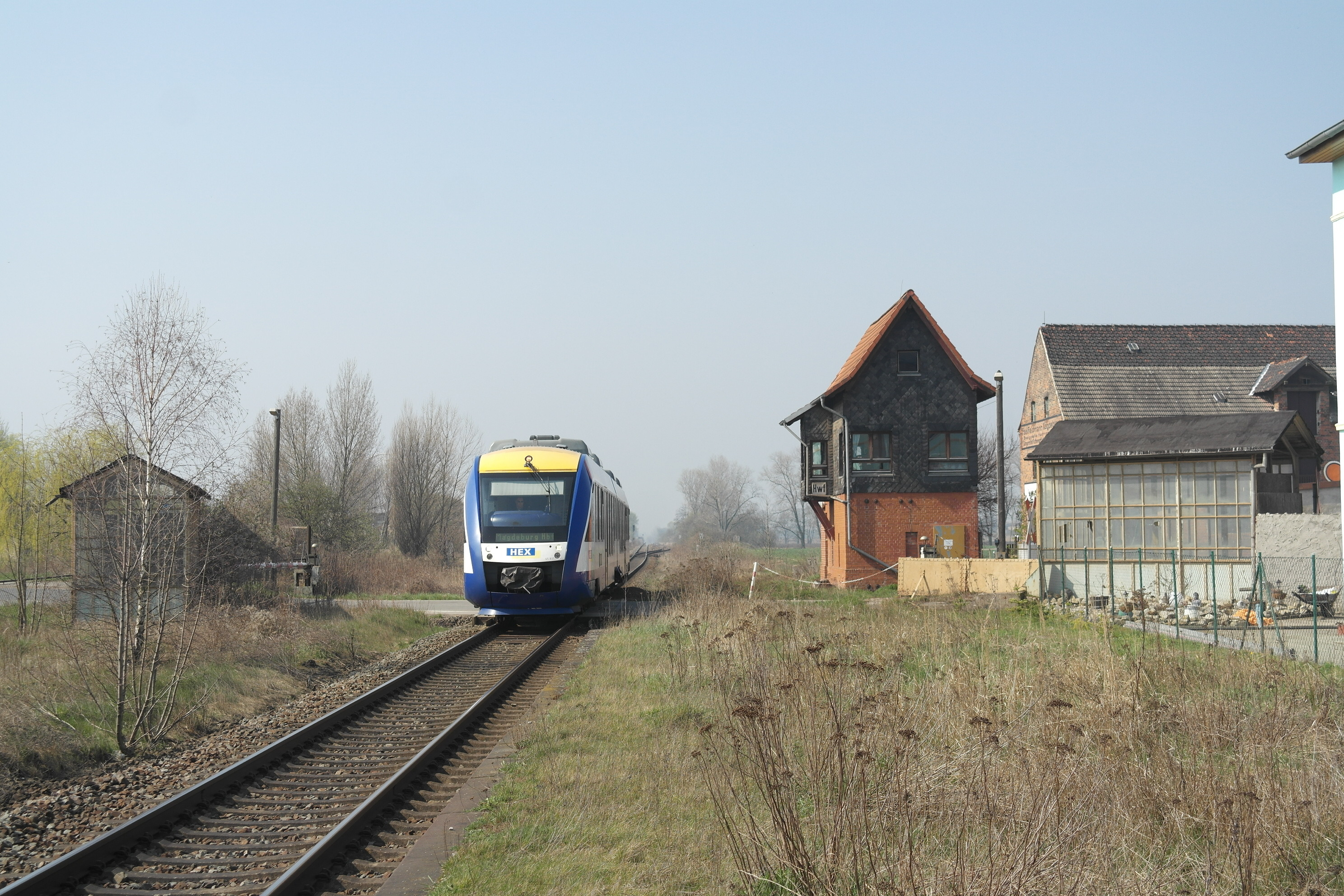
Ж/д станция Хадмерслебена с прибывшим дизель-поездом